# 1370

## Esdeveniments
- 30 de desembre - Gregori XI suceeix Urbà V al papat d'Avinyó
- Introducció de la ballesta d'acer com a arma de guerra[1]
- Possible datació del Misteri d'Elx

## Naixements
- Astruc Bonafeu, poeta jueu català